# Потупчик, Владимир Николаевич
Влади́мир Никола́евич Поту́пчик (род. 17 ноября 1958, Светлогорск, Белорусская ССР; бел. Уладзімір Мікалаевіч Патупчык) — белорусский государственный деятель, министр труда и социальной защиты Республики Беларусь (2006—2009), министр энергетики Республики Беларусь (2013—2018).

## Биография
Родился в городе Светлогорске Гомельской области в 1958 г. В 1980 году окончил Белорусский политехнический институт.
Работал машинистом-обходчиком турбинного оборудования Мозырской ТЭЦ (1980—1981), машинистом, затем начальником смены на Светлогорской ТЭЦ (1981—1983). С марта по август 1983 года — заместитель начальника центральной службы районной энергетической управы «Гомельэнерго». В 1983—1984 годах — начальник лаборатории металлов Светлогорской ТЭЦ.
Инструктор организационного отдела, заведующий промышленно-транспортным отделом, заведующий организационным отделом Светлогорского горкома КПБ (1984—1990). Заместитель председателя Светлогорского городского Совета народных депутатов (1990—1993). В 1993—1997 годах — заместитель председателя Светлогорского горисполкома. В 1997—1998 годах — первый заместитель председателя Светлогорского горисполкома. Председатель комитета по экономике и рыночным отношениям Гомельского облисполкома (1998—2001). В 2001 году — председатель Мозырского горисполкома. В 2001—2004 годах — заместитель председателя Гомельского облисполкома.
В 2002 году окончил Российскую академию государственной службы при Президенте Российской Федерации.
В 2004 году назначен помощником Президента Республики Беларусь — главным инспектором по городу Минску. 5 мая 2006 года назначен министром труда и социальной защиты Беларуси.
4 июня 2009 — 28 декабря 2010 — заместитель премьер-министра Республики Беларусь.
16 июня 2011 года стал членом Совета Республики Национального собрания Республики Беларусь 4-го созыва, позже избран заместителем председателя Совета Республики.
22 апреля 2013 года назначен министром энергетики Республики Беларусь.
16 октября 2015 года постановлением Совета Министров № 870 в составе Правительства сложил свои полномочия перед вновь избранным Президентом Республики Беларусь, а 17 декабря 2015 года указом Президента № 500 снова утвержден на посту министра.
2 мая 2018 года снят с должности министра энергетики Республики Беларусь за содействие незаконному семейному бизнесу.

## Семья
Женат, имеет сына и дочь.

## Награды
- Благодарность Президента Республики Беларусь (2001)
- Почётная грамота Совета Министров Республики Беларусь (2008)
- Почётная грамота Национального собрания Республики Беларусь (2012)